# Црква Вазнесења Господњег у Љупкови
Црква Вазнесења Господњег је православна црква у месту Љупкова, жупанија Караш-Северин, Румунија. Припада Епархији темишварској Српске православне цркве.

## Историја
Према писаним документима црква се први пут помиње 1755. године. Била је то црква брвнара Вазнесења Господњег саграђена 1745. године. Документ из 1787. описује да је црква од дрвета, покривена шиндром, торањ од дрвета и да је све трошно. Међутим, већ тада је постојала нова црква од тврдог материјала, која није још завршена. Ново црквено здање је довршено 1794. године, а унутрашњост 1821. године. 
Црква има облик крста, лучну олтарску апсиду и торањ са стубовима који окружују предворје. У торњу су смештена три звона и сатни механизам. Већина црквених књига су из 18. и 19. века.

## Иконостас
Живопис је осликао Арсеније Јакшић из Беле Цркве, који је потом двапут обнављан. Прво је на њему радио Ђока Путник из Беле Цркве, који је насликао и иконе што су приковане за свод над солејом, а 1951. Франц Вајнхепл из Белобрешке, који је декоративно насликао и четири зидне композиције. Певнице и постоли су рад резбара Јоана Котрле из 1904. године, а царске двери Луке и Саве Лазаревић из 1929. године. 
Тематску садржину иконостаса чине Каменовање Светог Стефана, Васкрснуће Лазара, Христос и Самарјанка и Усековање, на царским дверима Благовести, изнад бочних двери архангел Михаил, односно Гаврил, престоне иконе Свети Никола, Богородица, Спаситељ и Претеча, централна икона Крунисање Богородице, бочно са обе стране су иконе Светих апостола, у највишем регистру централно је Нерукотворни образ а бочно са обе стране старозаветни пророци, у луку је тематски склоп Распећа.